# Université d'Akita
L'université d'Akita (秋田大学, Akita daigaku, couramment abrégée en Shūdai, 秋大) est une université nationale japonaise, située à Akita. Elle a été créée en 1949, mais son origine remonte à une structure créée en 1873.

## Composantes
L'université est structurée en facultés de 1er cycle (学部, gakubu), qui ont la charge des étudiants de 1er cycle universitaire, et en facultés de cycles supérieurs (研究科, kenkyūka), qui ont la charge des étudiants de 2e et 3e cycle universitaire.

### Facultés de1ercycle
L'université compte trois facultés de 1er cycle (学部, gakubu).
- Faculté d'éducation et de sciences humaines
- École de médecine
- Faculté d'ingénierie et des sciences liées aux ressources

### Facultés de cycles supérieur
L'université compte trois facultés de cycles supérieurs (研究科, kenkyūka).
- Faculté d'éducation
- Faculté de médecine
- Faculté d'ingénierie et des sciences liées aux ressources